# Einar Liberg
Einar Liberg (Elverum, Hedmark, 16 d'octubre de 1873 – Oslo, 11 de setembre de 1955) va ser un tirador noruec que va competir durant el primer quart del segle xx. En el seu palmarès destaquen set medalles olímpiques, quatre d'elles ors guanyades en les quatre edicions dels Jocs Olímpics que disputà: el 1908, 1912, 1920 i 1924.
El 1908 va prendre part en els Jocs Olímpics de Londres, on va disputar dues proves del programa de tir. Va guanyar una medalla d'or en la prova de rifle lliure 300 metres, 3 posicions per equips, mentre en el rifle militar per equips fou sisè.
El 1912, a Londres va disputar novament dues proves del programa de tir, amb una medalla de plata guanyada en la prova de rifle lliure per equips com a resultat més destacat.
El 1920, un cop finalitzada la Primera Guerra Mundial, Liberg disputà els seus tercers Jocs Olímpics. A Anvers disputà quatre proves del programa de tir, amb un excel·lent resultat, ja que guanyà dues medalles d'or, en cérvol mòbil, tret simple per equips i cérvol mòbil, doble tret per equips i una de bronze en a prova individual de cérvol mòbil, doble tret.
El 1924, a París, disputà els seus darrers Jocs Olímpics, amb la participació en cinc proves del programa de tir i dues noves medalles aconseguides: la d'or en cérvol mòbil, tret simple per equips i la de plata en cérvol mòbil, doble tret per equips.